# Målområde
Målområde är en avgränsad yta framför målet i lagsporter som till exempel fotboll och innebandy.

## Fotboll

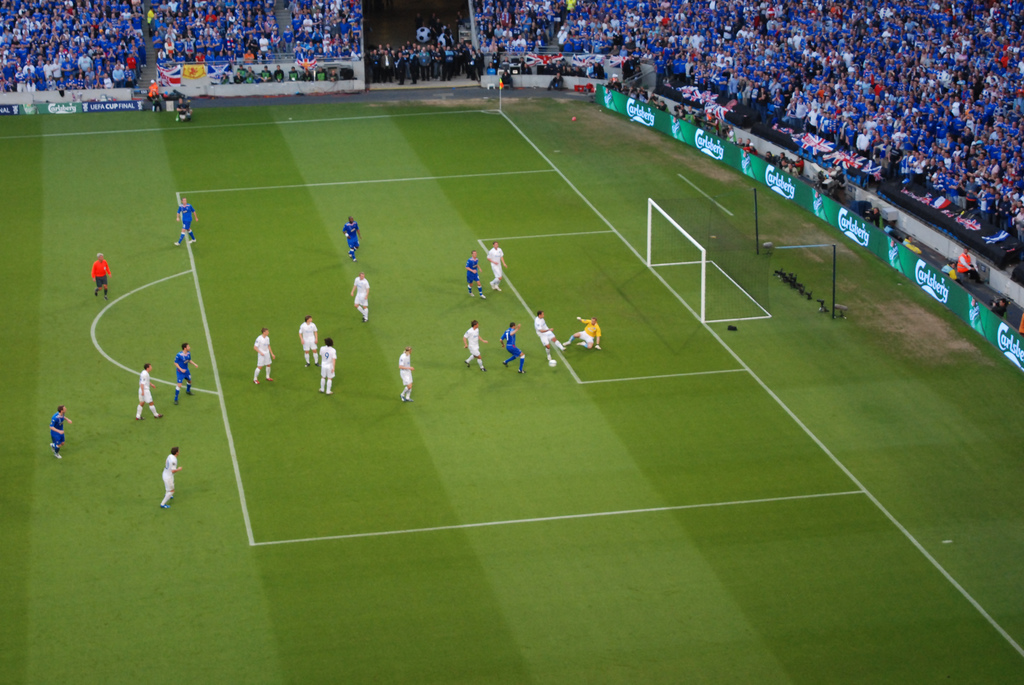
Målområdet är det mindre området i vilket den gulklädde målvakten ligger

I fotboll är målområdet den inre avgränsade delen av straffområdet. Det kallas även boxen. Det är rektangulärt och avgränsat med linjer framför målet. Det är 18,32 x 5,5 meter (20 x 6 yards) stort (100,72 m2 (120 yds2)). En inspark ska slås med bollen placerad inne i målområdet. Normalt lägger målvakten upp bollen längst ut på linjen för att komma så långt in i planen som är tillåtet. En offensiv frispark får inte slås inifrån målområdet utan flyttas ut till den närmsta delen av målområdeslinjen som går parallellt med kortlinjen. En defensiv frispark i målområdet får placeras på valfri plats inom det.

## Innebandy
I innebandy kallas målområdet även boxen eller slottet. I målområdet får målvakten ta bollen med händerna, armarna, huvudet (hjälmen) och liggande. Målvakten anses vara i målområdet om någon del av kroppen (eller utrustningen) vidrör målområdets golv. Målområdet är rektangulärt och placerat framför och bredvid målet. Det är 5 x 4 m stort (20 m2). I målområdet finns det mindre målvaktsområdet.